# Jagodowa
Jagodowa – skała we wsi Suliszowice w województwie śląskim, w powiecie myszkowskim, w gminie Żarki. Znajduje się na Wyżynie Częstochowskiej w obrębie Wyżyny Krakowsko-Częstochowskiej.
Jagodowa znajduje się w lesie po północnej stronie Zastudnia, w odległości około 100 m na północny zachód od miejsca, w którym wychodzący z Zastudnia niebieski szlak turystyczny ostro skręca w prawo. Jest to niedawno odkryta przez wspinaczy skalnych skała. Pierwsze drogi wspinaczkowe poprowadzono na niej w 2017 roku. Zbudowana jest z wapieni, ma wysokość 10 metrów i ściany pionowe lub przewieszone. Wspinacze poprowadzili na niej 9 dróg wspinaczkowych o trudności od IV do VI+ w skali polskiej. Wszystkie drogi mają stałe punkty asekuracyjne: ringi (r), stanowiska zjazdowe (st) lub ringi zjazdowe (rz).

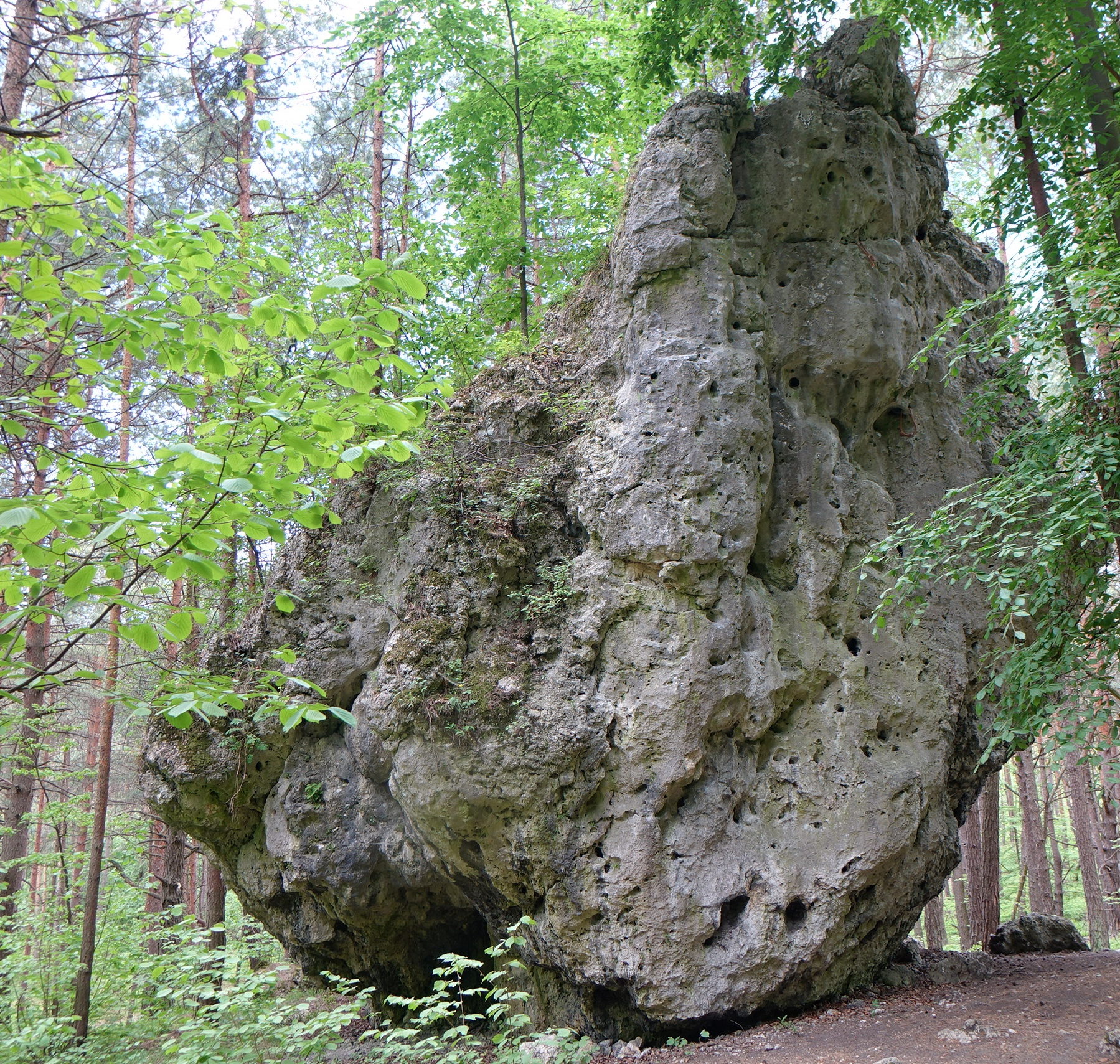
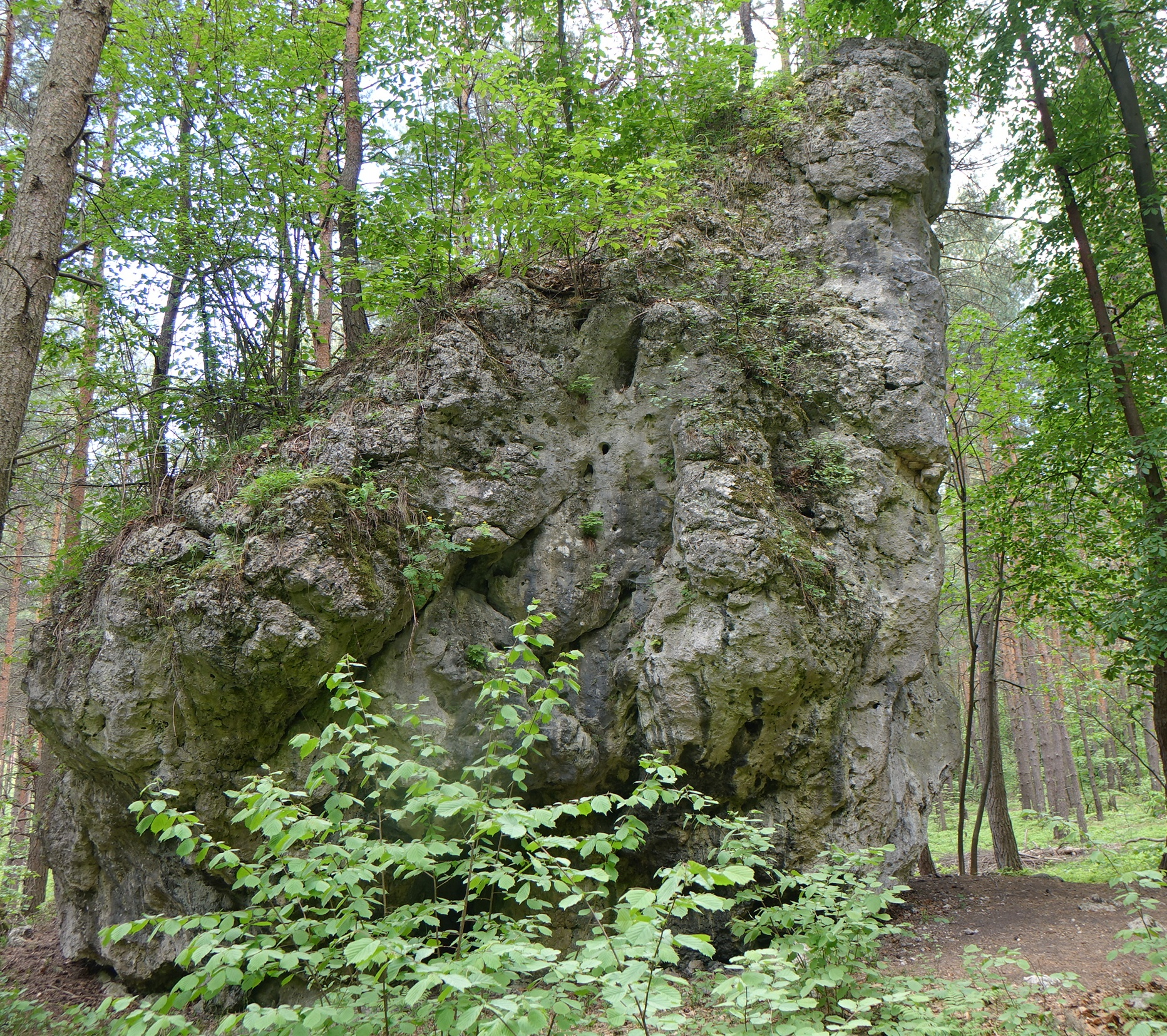
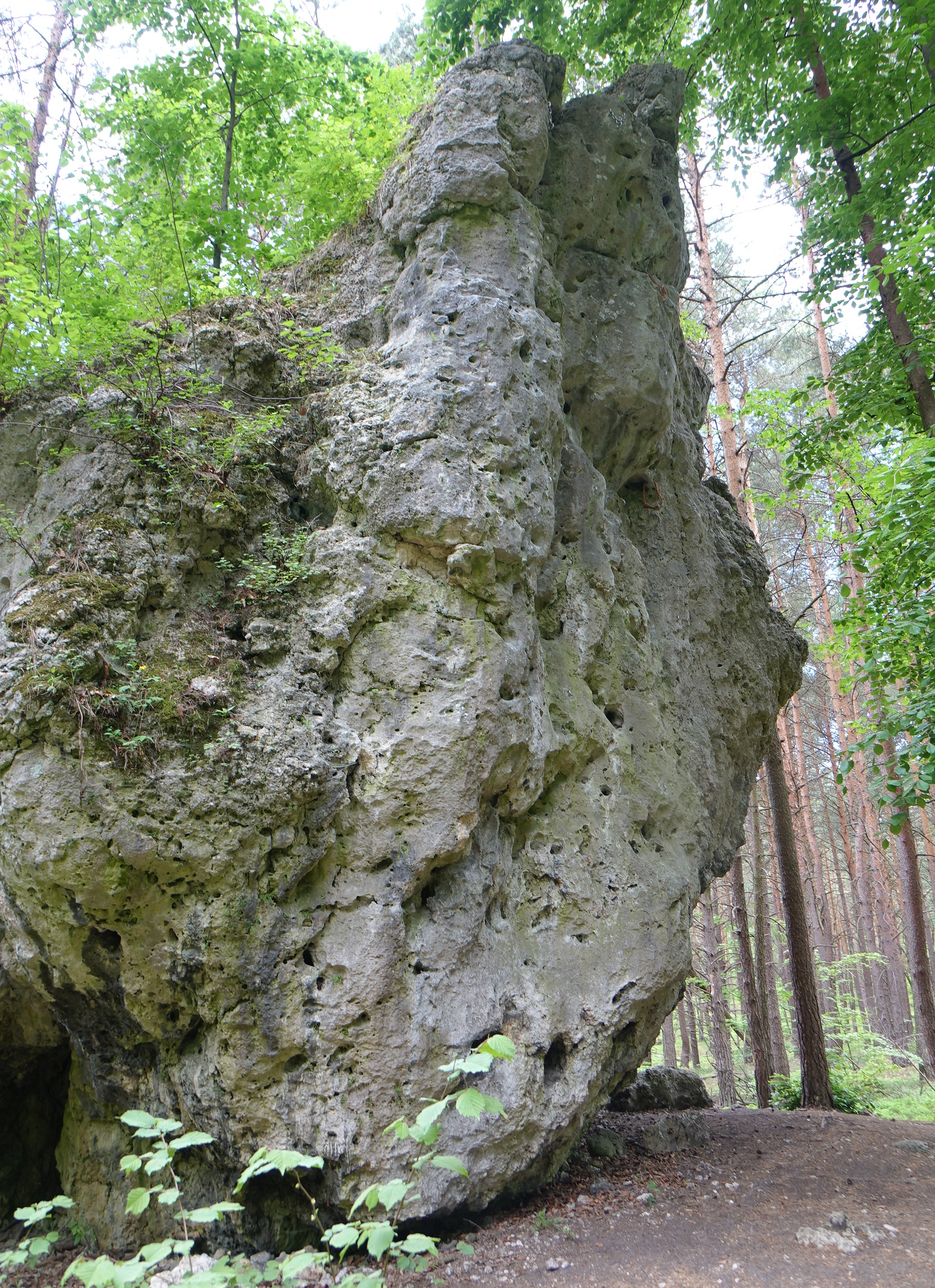
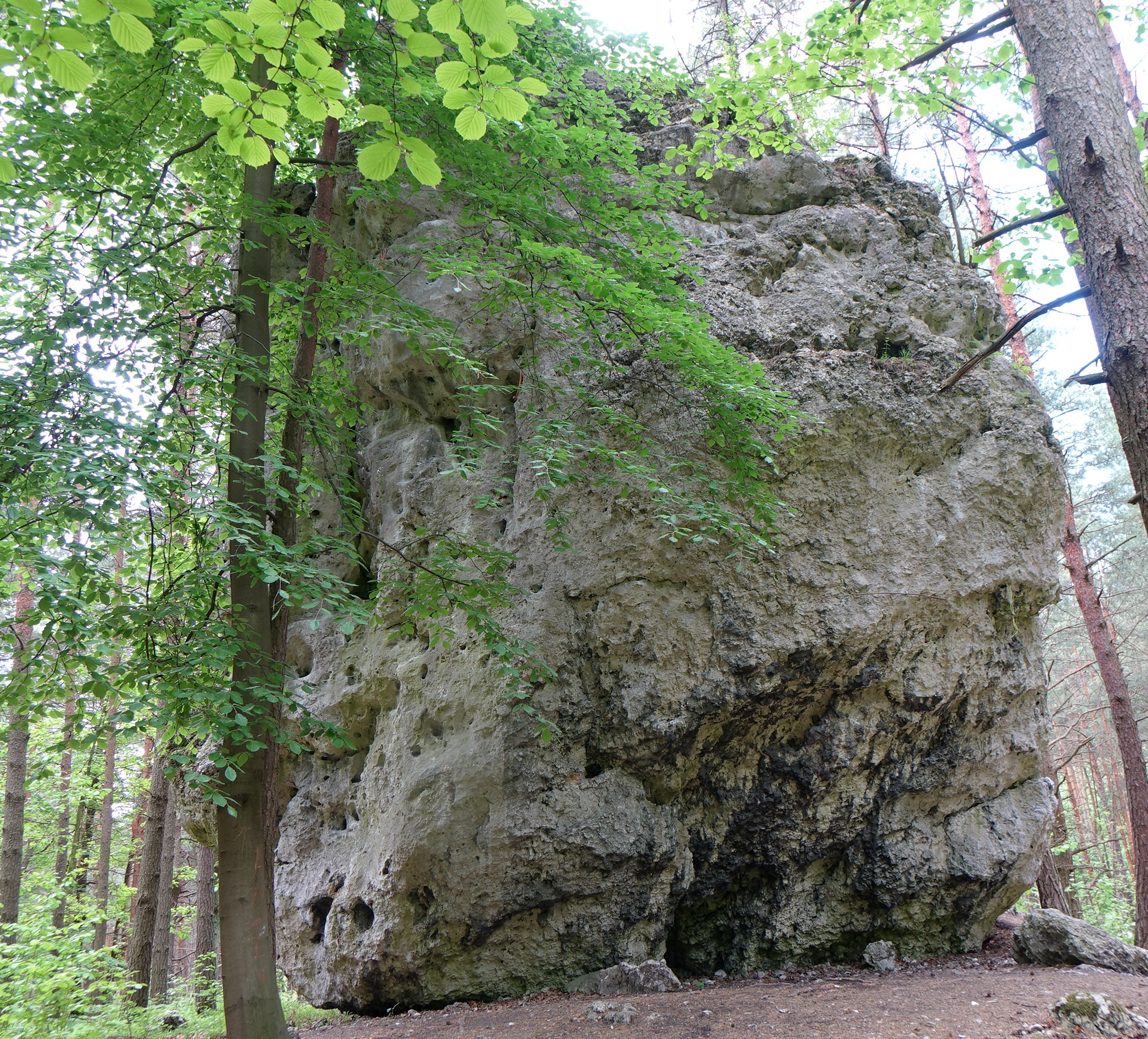
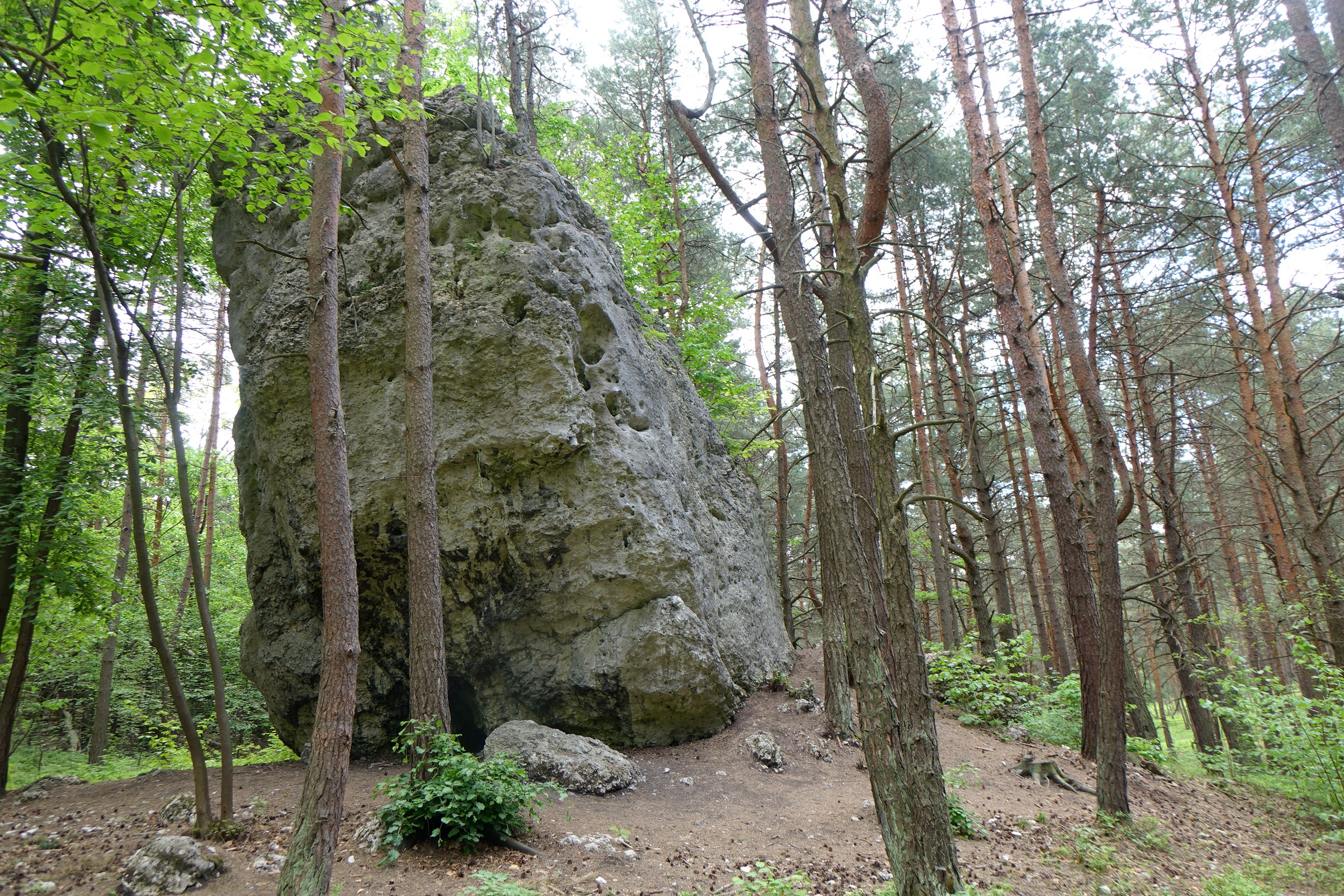
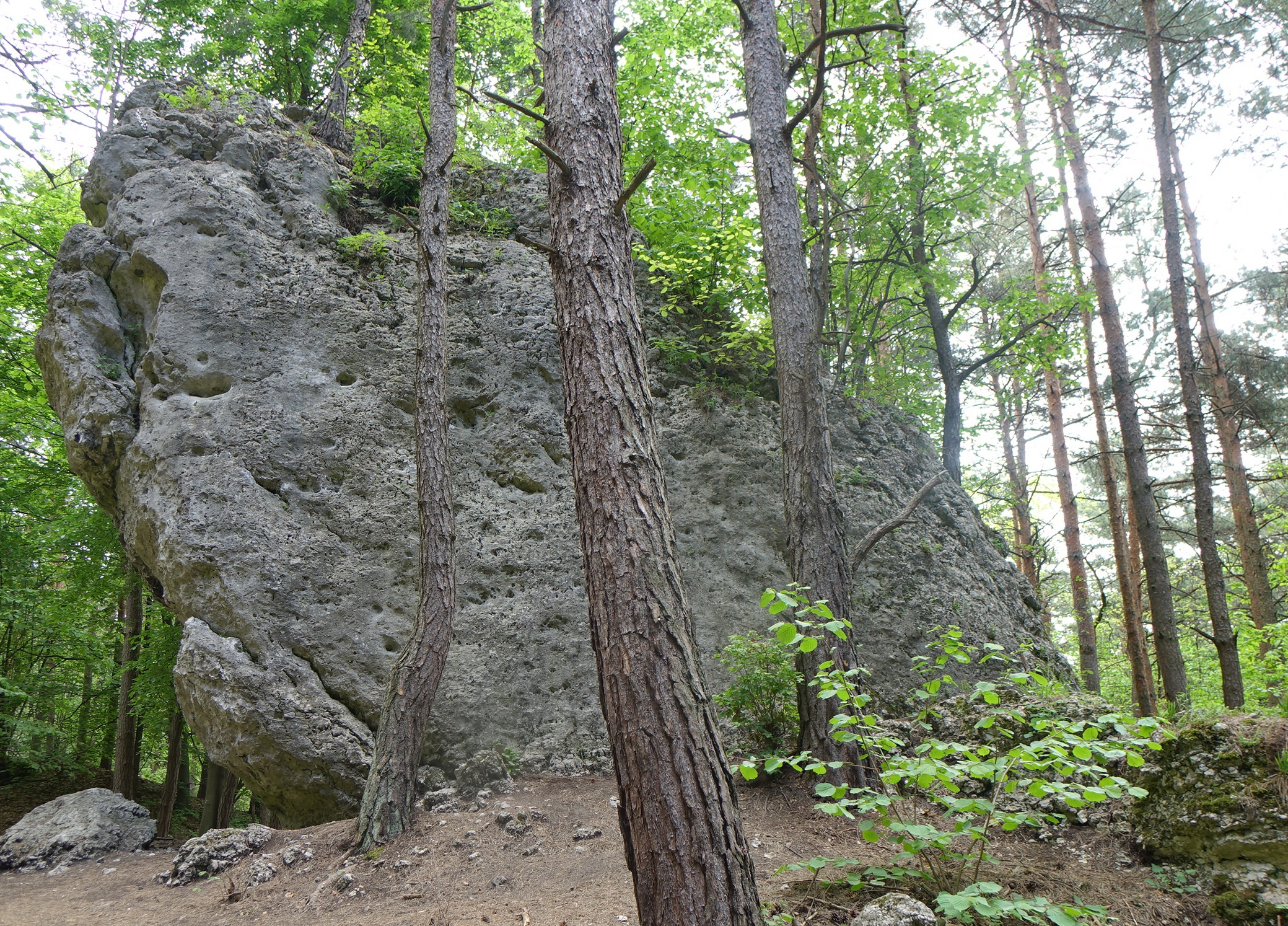

## Drogi wspinaczkowe
1. Puste gniazdo wróbla; V, 4r + 2rz
2. Filarek borygo; VI, 3r + st
3. Borówa; V+, 4r + st
4. Denaturat; VI.1, 4r + rz
5. Wino na pętlach; VI+, 4r + rz
6. Wino na kościach; VI+, 3r + st
7. Kolejna 50-tka Gumy; V+, 4r + st
8. Sok z gumijagód;  IV+, 2r + st
9. Jagodzianka;  IV, 4r + st[1].